# Bryolymnia roma
Bryolymnia roma är en fjärilsart som beskrevs av Druce 1894. Bryolymnia roma ingår i släktet Bryolymnia och familjen nattflyn. Inga underarter finns listade i Catalogue of Life.